# 阿勒頗大學
阿勒頗大學（阿拉伯语：‎）是一所位於敘利亞阿勒頗的公立大學，是繼大馬士革大學之後，敘利亞第二大的大學。
在敘利亞內戰爆發後，阿勒頗大學的運行受到了很大影響，大學校園在內戰中曾遭受過炮擊。